# Ladislas Dymkovski

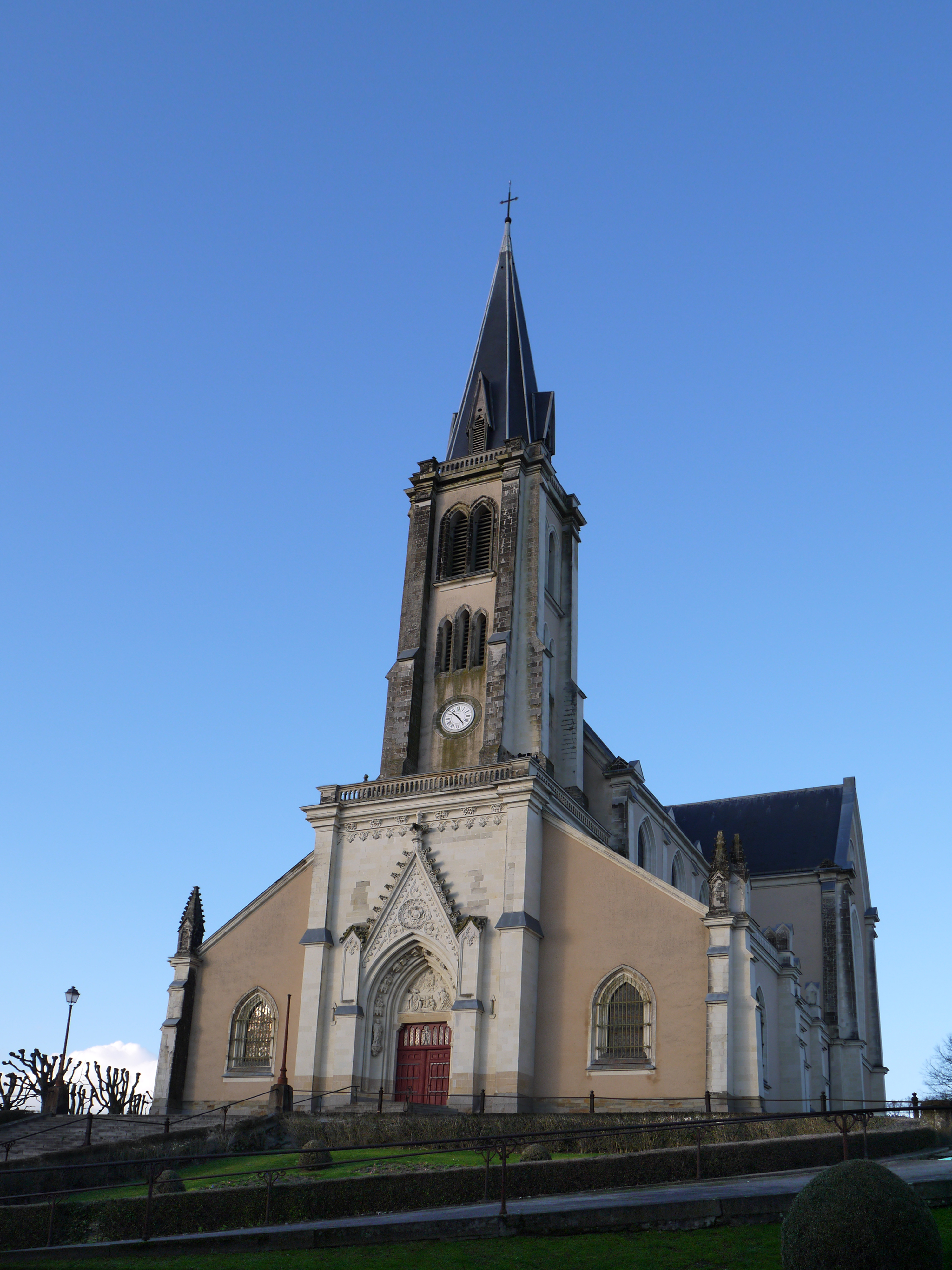
Kostel Saint-Nicolas, Craon

Ladislas Dymkovski (1847 Craon – 1927) byl francouzský malíř, fotograf a hudebník aktivní od konce 19. a počátku 20. století.

## Životopis
Byl synem Jeana Antoina Dymkovského (1810 -1882), markýze a poručíka dělostřelectva, polského emigranta a uprchlíka v Craonu, ve 30. letech 19. století, stejně jako několik jeho krajanů. Jeho matka byla Marie Colliot, narozená 1822 v Craon. Hudebník a fotograf, zdobil byty, kostely a kaple v regionu Craon.
Vytvořil také nástěnné dekorace ve společnosti Ludovica Alleauma, příbuzného jeho rodiny, na kůru kostela Saint-Nicolas de Craon a kostela Saint-Martin v La Selle-Craonnaise.